# Juan Canaveris
Juan Antonio Domingo de Canaveris y Jugluns, nato Giovanni Antonio Domenico Canaveri (Saluzzo, 1748 – Buenos Aires, 22 agosto 1822) è stato un avvocato e notaio italiano naturalizzato argentino.

## Biografia
Giovanni, nato a Saluzzo allora appartenente al Regno di Sardegna, era figlio di Gabriele Canaveri e Margherita Jugluns.
Canaveri giunse a Buenos Aires nei primi mesi del 1770 e da subito decise di argentinizzare il suo nome in Juan Canaveris. Due anni dopo si sposò con Bernarda Catalina, figlia di Juan Miguel de Esparza e nipote di Miguel Jerónimo Esparza, rispettivamente sindaco e consigliere comunale di Buenos Aires durante il Vicereame del Perù. 
Nel 1795, Canaveri fu nominato avvocato Protettore Guardiano delle risorse naturali e indiane nel villaggio di San Pablo, Provincia Capinota in Bolivia. 
Nel 1798, i delegati di Santiago del Estero designarono Canaveri come procuratore del consiglio della città. 
Nel 1806/07 Canaveri partecipò alla difesa di Buenos Aires durante le Invasioni britanniche del Río de la Plata. 
Nel maggio 1810, Canaveri fu invitato a partecipare ai cabildo e votare per il licenziamento del viceré Baltasar Hidalgo de Cisneros.